# Camillo Almici
Camillo Almici, né le 2 novembre 1714 à Brescia et mort à Coccaglio le 30 décembre 1779, est un prêtre catholique et érudit italien.

## Biographie
Prêtre de la Congrégation de l'Oratoire, il naquit, à Brescia, d'une famille noble et aisée, le 2 novembre 1714. Il étudia, dès sa jeunesse, la théologie et les langues grecque et hébraïque, dans lesquelles il devint très savant. Le texte des Saintes Écritures fut le principal objet de ses travaux, et il y joignit une connaissance approfondie des Pères grecs et latins : mais il embrassa aussi dans ses études la chronologie, l'histoire, tant sacrée que profane, les antiquités, la critique, la diplomatique, la science liturgique : rien enfin n'était étranger à l'étendue et à l'activité de son esprit. Il était aussi accessible que savant, et on le consultait dans sa patrie comme un oracle : il y mourut, le 30 décembre 1779, âgé de 65 ans.

## Œuvres
On a de lui des Réflexions critiques sur le livre de Justinus Febronius, intitulé : De statu Ecclesiæ, et legitima potestate romani Pontificis ; quelques dissertations, et autres opuscules, parmi lesquels on en distingue un sur la Manière d'écrire les vies des hommes illustres, avec un appendice sur celle d'écrire sa propre vie : il a de plus laissé des ouvrages, qui sont restés inédits, entre autres, des Observations sur les Italiens et les Français comparés entre eux ; des Méditations sur la vie et sur les écrits de Fr. Paolo Sarpi, etc.